# Volga (bandyklubb)
Volga (Ryska: Волга) bildad 1934, är en bandyklubb i Uljanovsk i Ryssland, som spelar i den ryska högstadivisionen. Hemmadressen består av en gul tröja, blåa byxor och gula strumpor.
Volga spelar sina hemmamatcher på Volga-Sport-Arena

## Historia
Laget bildades 1934. Fram till 1957 kallades de sig Zenith, åren 1957 till 1959 Trud, efter 1959 Volga.
1959 debuterade klubben i den sovjetiska högstadivisionen. 1966 fick klubben sina första spelare i ryska landslaget, Vladimir Monakhov och Leonid Butuzov. Klubben deltog i World Cup 2000.
Säsongen 2013/2014 spelar profiler som Anders Bruun, Kalle Spjuth och Robin Sundin för klubben.

## Meritlista

### Sovjet/Ryska mästerskap
- Silver: 1972
- Brons: 1976, 1977, 1997

## Hemmaarena
Volga-Sport-Arena stod klar 2014 och ersatte då Stadion Trud som hemmabana för bandylaget Volga.

## Berömda/framgångsrika spelare
- Vladimir Monakhov
- Nikolaj Afanasenko
- Anatolij Rushkin
- Vladimir Kurov
- Georgij Kushnir
- Vjatjeslav Dorofeev
- Leonard Mukhametzjanov
- Sergej Naumov
- Anders Svensson
- Anders Bruun
- Kalle Spjuth
- Robin Sundin
- Ilari Moisala